# 나카야마 다카마로

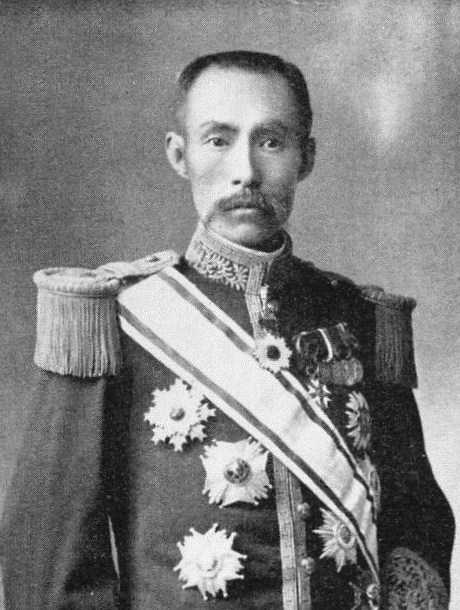
나카야마 다카마로 후작

나카야마 다카마로(中山孝麿)는 일본 제국의 화족이다. 조부 나카야마 다다야스 사후 후작위를 습작하였다. 야마시로국(교토) 출신이다. 자식은 이마키 사다마사(今城定政, 장남), 스케치카(輔親, 오남) 등이 있다.
나카야마 다다나루의 차남으로 태어났다.

## 같이 보기
- 메이지 천황 - 다카마로의 사촌형

| 전임 나카야마 다다야스 | 제2대 나카야마 후작가 당주 1888년 ~ 1919년 | 후임 나카야마 스케치카 |